# Isao Satō
| (19310) Osawa                                                                                      | 4. November 1996 | [1]     |
| (26887) Tokyogiants                                                                                | 14. Oktober 1994 | [2]     |
| (73827) Nakanohoshinokai                                                                           | 12. Januar 1996  | [3]     |
| (100267) JAXA                                                                                      | 14. Oktober 1994 | [2],[3] |
| (100483) NAOJ                                                                                      | 30. Oktober 1994 | [1],[4] |
| - [1] mit Hideo Fukushima - [2] mit Hiroshi Araki - [3] mit Masanao Abe - [4] mit Naotaka Yamamoto |                  |         |

Isao Satō (jap. 佐藤 勲, Satō Isao; * 1963) ist ein japanischer Astronom und Asteroidenentdecker.
Sein Hauptarbeitsgebiet sind Verfinsterungen. Im Jahre 1991 gelang ihm die erste photographische Beobachtung der Überdeckung von Alhena durch den Asteroiden (381) Myrrha. Seine Arbeit führte im Zeitraum von 1994 bis 1996 zur Entdeckung von insgesamt fünf Asteroiden.
Der Asteroid (6338) Isaosato wurde nach ihm benannt.